# Райкерс
Ра́йкерс (англ. Rikers Island) — остров-тюрьма в проливе Ист-Ривер, относящийся к городу Нью-Йорку, районам Куинс и Бронкс. Расстояние до другого берега — 80 метров (до края взлётно-посадочной полосы аэропорта Ла-Гуардия). Это самая крупная исправительная колония в мире, она обходится американским налогоплательщикам в $860 млн в год.

## Описание
Остров продолговатой формы, вытянут в направлении с северо-запада на юго-восток, примерные размеры 2×1 км. Вся его поверхность представляет собой территорию комплекса тюремных сооружений. Единственный путь сухопутного сообщения с материком — не отмеченный на печатных картах мост Острова Райкерс, открытый в 1966 году, до этого на остров можно было попасть только по воде.
Постоянное население (в котором подавляющее большинство составляют заключённые), по переписи 2009 года, составляло 11 350 человек. При этом инфраструктура острова рассчитана на единовременное нахождение там 14 000 заключённых, 7000 сотрудников силовых ведомств и 1500 гражданских лиц. В среднем в рабочее время на острове единовременно находятся около 20 000 человек.
До начала (с 1954 года) планомерных насыпных работ, направленных на увеличение пространства, площадь острова составляла 0,36 км², а к 2011 году достигла почти 1,7 км².

## История
Остров получил название от фамилии голландского поселенца Абрахама Рикена, прибывшего на Лонг-Айленд в 1638 году; его потомкам принадлежал остров Райкерс до 1884 года, когда был продан государству за $180 000. С тех пор и до наших дней остров используется как тюрьма (изначально — как «сырьевой придаток» к соседней тюрьме).
Во время Гражданской войны остров использовался как учебный полигон: впервые для этой цели туда 15 мая 1861 года прибыл 9-й Нью-Йоркский пехотный добровольческий полк, за ним последовали другие подразделения.
С 1884 года на острове начали оборудовать фермы, призванные производить продукты питания для заключённых, содержащихся на близлежащем острове Блэкуэлс (ныне — остров Рузвельт). В 1932 году была открыта тюрьма, куда перевели большинство заключённых с острова Блэкуэлс, где все тюремные сооружения к тому времени сильно обветшали.

## Тюрьма
На острове находятся 10 отдельных тюрем; в тюремный комплекс входят — помимо собственно помещений для содержания заключённых — школы, игровые площадки, часовни, спортзалы, магазины, парикмахерские, хлебопекарня, электростанция, автобусный парк и даже автомойки.
В моменты переполнения тюрьмы некоторые заключённые содержались на специальной 800-местной барже исправительного центра имени Вернона С. Бейна, вошедшей в строй в 1992 году.
С 1970-х до декабря 2005 года в тюрьме существовали отдельные блоки для заключённых с нетрадиционной сексуальной ориентацией, но были упразднены «в целях усиления безопасности».
C 1965 года в главной столовой тюремного комплекса на самом видном месте был вывешен рисунок Сальвадора Дали, переданный автором в дар заключённым: в такой форме знаменитый художник принёс им свои извинения за то, что, вопреки собственному обещанию, не смог присутствовать в колонии на лекции по искусству. В 1981 году высокоценное произведение переместили в холл «в целях сохранности», однако в марте 2003 года злоумышленники подменили его подделкой, а оригинал похитили. По делу проходили в качестве обвиняемых четверо сотрудников колонии. Один из них был оправдан, остальные признали себя виновными, тем не менее оригинал так и не был найден.
Несколько скандалов, связанных с жестоким отношением сотрудников тюрьмы к заключённым, были преданы огласке и получили широкий общественный резонанс.
Осенью 2019 года стало известно о предстоящем закрытии исправительного учреждения. Главная причина — постоянные нарушения со стороны надзирателей и администрации, а также плохое управление. Городской совет Нью-Йорка проголосовал за закрытие тюрьмы к 2026 году.

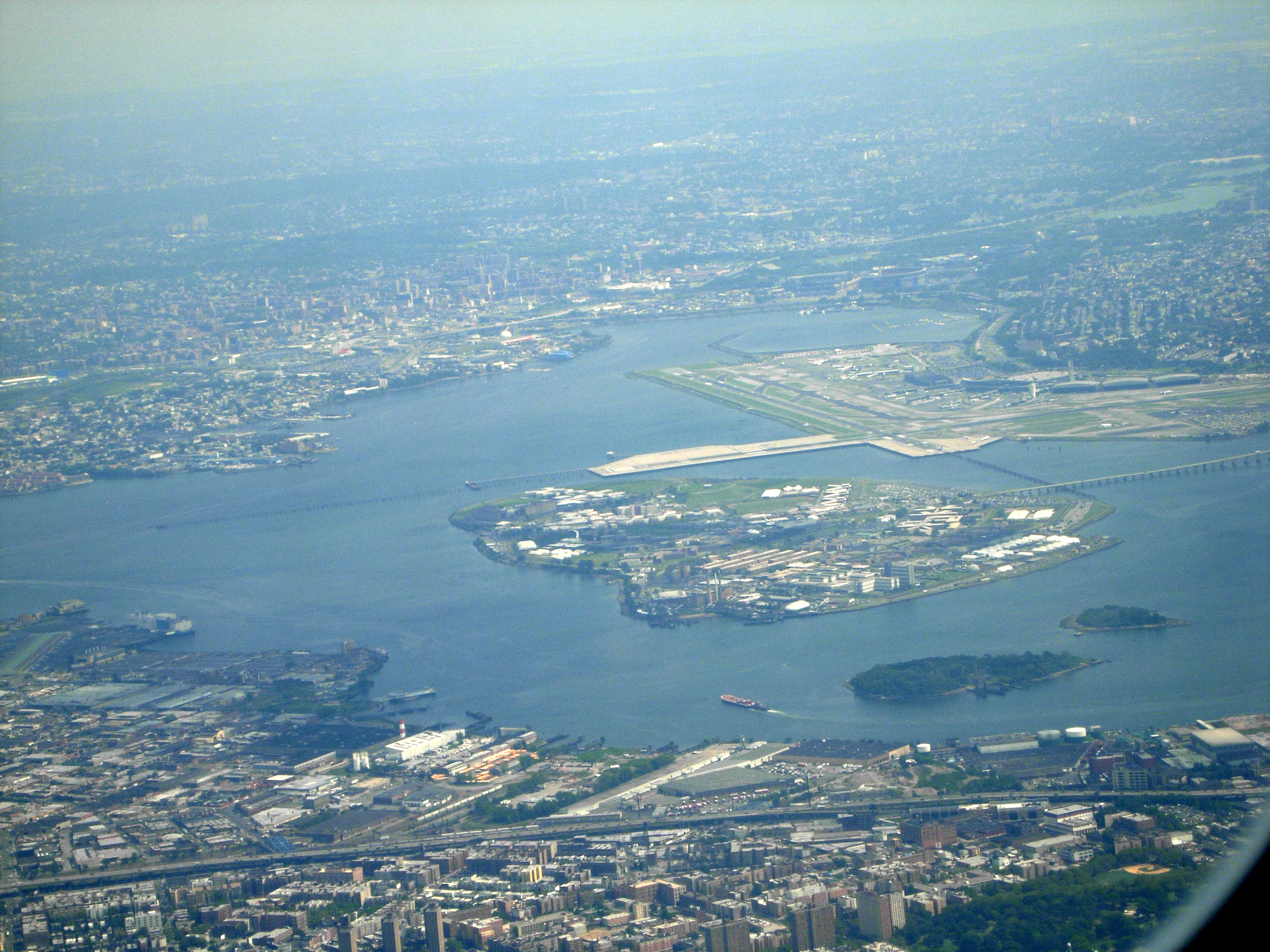
Общий вид. На переднем плане видны два поросших лесом острова: Норт-Бротер (покрупнее) и Саут-Бротер (помельче). За островом Райкерс виден аэропорт Ла-Гуардия, справа от острова — мост Острова Райкерс
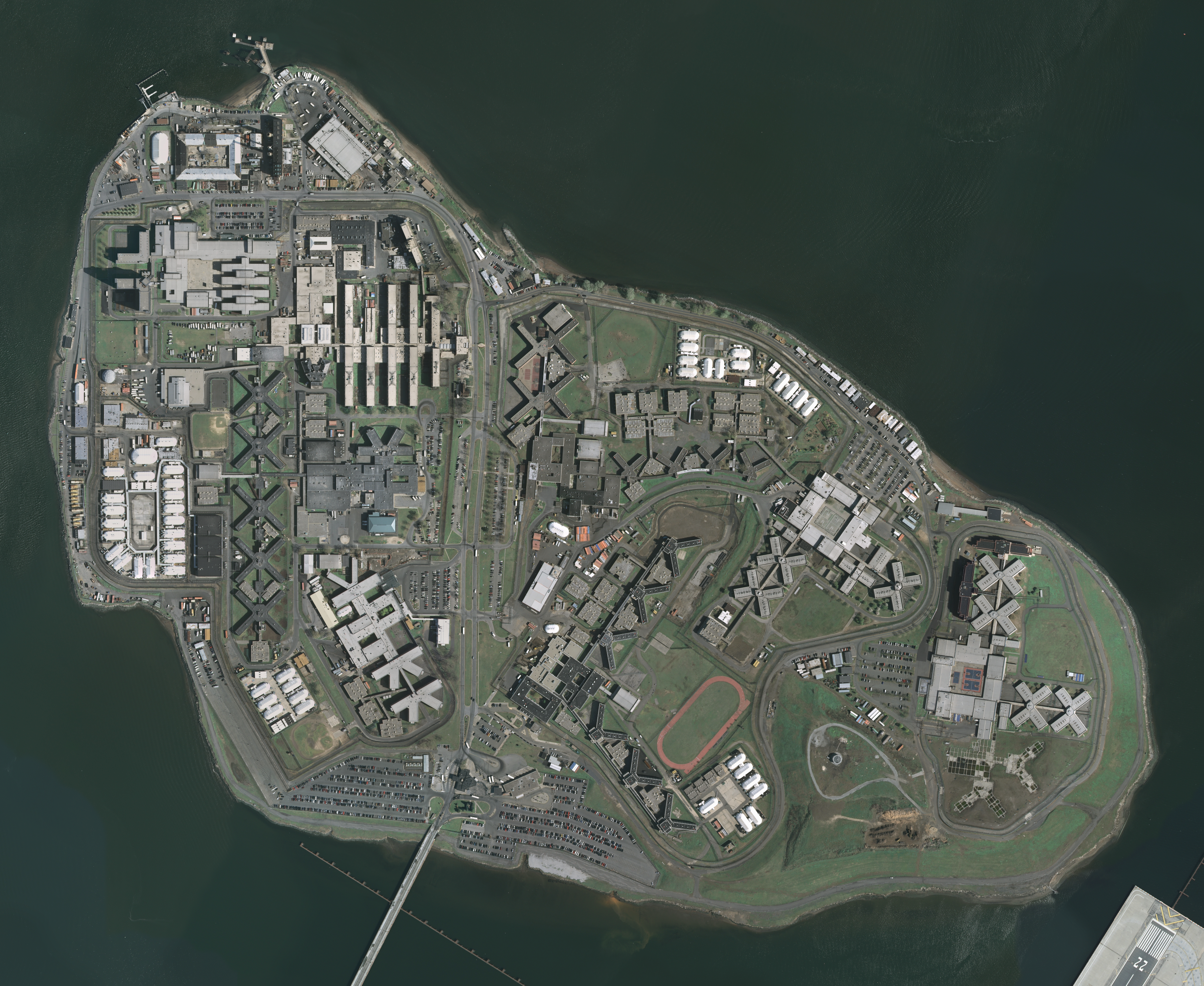
Вид с высоты ок. 1,7 км. В нижней части снимка — мост Острова Райкерс, внизу справа — край взлётно-посадочной полосы аэропорта Ла-Гуардия